# Maury Maverick

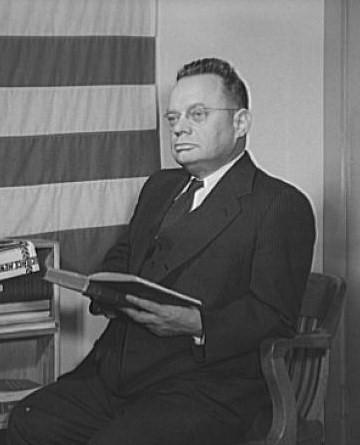
Maury Maverick (1944)

Fontaine Maury Maverick (* 23. Oktober 1895 in San Antonio, Texas; † 7. Juni 1954 ebenda) war ein US-amerikanischer Politiker.
Nachdem Maverick das Virginia Military Institute in Lexington besuchte, kehrte er nach Texas zurück und studierte Jura an der University of Texas at Austin. 1916 wurde er in die Anwaltschaft aufgenommen und praktizierte in San Antonio. Während des Ersten Weltkrieges diente er in der United States Army und wurde mit dem Silver Star und dem Purple Heart ausgezeichnet. Nach dem Krieg war Maverick als Geschäftsmann tätig.
Maverick wurde als Demokrat in den Kongress gewählt und vertrat dort vom 3. Januar 1935 bis zum 3. Januar 1939 den Bundesstaat Texas im Repräsentantenhaus der Vereinigten Staaten. Nach seinem Ausscheiden aus dem Repräsentantenhaus, Maverick war zuvor 1938 nicht mehr für eine Kandidatur nominiert worden, wurde er Bürgermeister seiner Geburtsstadt und übte dieses Amt von 1939 bis 1941 aus.
Maverick war der Autor von A Maverick American (1937) und In Blood and Ink: The Life and Documents of American Democracy (1939). Daneben verfasste er diverse Artikel. Er starb am 7. Juni 1954 in San Antonio und wurde dort auf dem San Jose Burial Park beigesetzt.

## Familie
Maury Maverick war ein Enkel von Samuel A. Maverick. Seit dem 22. Mai war er mit Terrell Louise Dobbs verheiratet. Das Paar hatte zwei Kinder. Eines davon, sein Sohn Maury Maverick junior wurde später auch Politiker. Er war auch ein Neffe des Kongressabgeordneten James Luther Slayden (1853–1924).